# Flughafen Jakutsk

i8
i11
i13
Der Flughafen Jakutsk (russisch Аэропорт Якутск, IATA-Code: YKS, ICAO-Code: UEEE) ist der internationale Flughafen von Jakutsk in Russland. Er liegt nördlich des Stadtzentrums auf 99 Metern Höhe. Er dient als Drehkreuz unter anderem für Yakutia Airlines.
Der Flughafen besitzt zwei Start- und Landebahnen, wovon eine geschlossen ist, die auch über kein Instrumentenlandesystem verfügt. Der Flugbetrieb findet 24 Stunden am Tag statt.

## Geschichte
Der Flughafen wurde 1931 eröffnet und war während des Zweiten Weltkrieges Zwischenstopp für die nach dem Leih- und Pachtgesetz an die Sowjetunion gelieferten amerikanischen Kampfflugzeuge auf dem Weg an die osteuropäische Front.

## Fluggesellschaften und Ziele

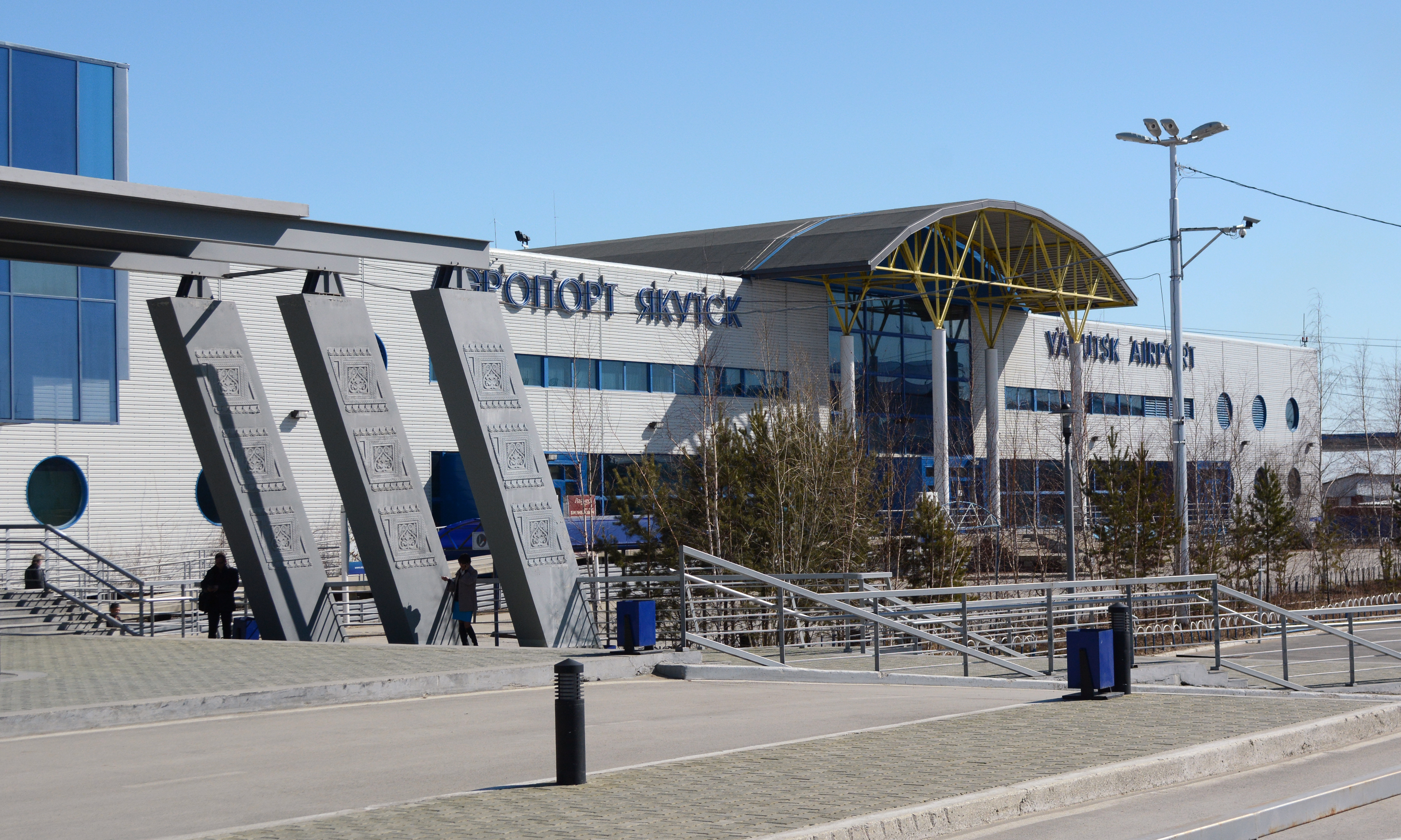
Flughafengebäude (2014)

Der Flughafen Jakutsk wird von internationalen und nationalen Zielen aus angeflogen. Die größten bzw. wichtigsten Ziele sind unter anderem Moskau, Sankt Petersburg, Simferopol, Nowosibirsk, Irkutsk und Wladiwostok. Die meisten Verbindungen bestehen nach Russland. Jakutsk wird nicht direkt von Deutschland aus angeflogen.

Zu den größten Fluggesellschaften zählen neben Yakutia Airlines auch S7 Airlines und Ural Airlines.

## Zwischenfälle
- Am 4. Februar 2010 fiel das linke Triebwerk einer Antonow An-24 während des Starts aus. Während des Startabbruchs schlug das Flugzeug mit dem Rumpf auf den Boden auf. Das Flugzeug sollte ursprünglich nach Oljokminsk fliegen. Verletzt wurde bei dem Vorfall niemand.[3]

- Am 10. Oktober 2018 rollte ein Flugzeug vom Typ Suchoi Superjet 100 nach der Landung über die Landebahn hinaus. Ursache war ein gebrochenes Fahrwerk. Verletzt wurde bei dem Vorfall niemand.[4]